# René Arnoux
René Alexandre Arnoux (Pontcharra, Isère, Francuska, 4. srpnja 1948.) bivši je francuski vozač automobilističkih utrka.